# سامانه حدواسط به سامانه حدواسط
میان سامانه-میان سامانه یا آی‌اس-آی‌اس (به انگلیسی: IS-IS) حالت کوتاه شده عبارت Intermediate Sysytem-Intermediate System
است و روشی طراحی شده به منظور انتقال کارامد اطلاعات در یک شبکه کامپیوتری، گروهی از کامپیوترهای متصل به هم به صورت فیزیکی یا دستگاه‌های مشابه می‌باشد. در این پروتکل (برخلاف همتایش OSPF) به جای مسیریاب(روتر) از واژهٔ «میان سامانه» و به جای بسته از «PDU یا واحد داده‌ای پروتکل» استفاده شده‌است.
این پروتکل توسط تعیین بهترین مسیر برای انتقال داده‌ها در یک شبکه از نوع سویچینگ بسته‌ای این کار را انجام می‌دهد.این پروتکل در ISO/IEC ۱۰۵۸۹:۲۰۰۲ به عنوان یک استاندارد بین‌المللی در مدل مرجع OSI یا ارتباط سیستم‌های باز تعریف شد. اگرچه آن اصالتاً یک استاندارد ISO بوده، با این حال سازمان IETF این پروتکل را به عنوان یک استاندارد اینترنتی  منتشر کرد. IS-IS یا «میان سامانه-میان سامانه»، به عنوان یک استاندارد بالفعل برای ستون فقرات سرویس دهندگان بزرگ در نظر گرفته می‌شود.

## توصیف
IS-IS (تلفظ: آی‌اس-آی‌اس) یک پروتکل دروازه‌ای داخلی است که به منظور استفاده در دامنه یا شبکه مدیریتی طراحی شده‌است. این پروتکل به عنوان متضاد پروتکل دروازه‌ای خارجی، در درجه اول، پروتکل دروازه‌ای مرزی یا همان BGP است که برای مسیر یابی سیستم‌های مستقل استفاده می‌شود.
IS-IS یک پروتکل مسیریابی وضعیت پیوند می‌باشد که با سرازیر کردن اطلاعات مربوط به وضعیت پیوند به سمت بیرون - جایی که روترهای دیگر شبکه قرار دارند - کار می‌کند. هر روتری که با پروتکل IS-IS مجهز شده باشد به صورت مستقل با استفاده از اطلاعات سرازیر شده روترهای دیگر موجود در شبکه، یک پایگاه داده از توپولوژی شبکه می‌سازد. همانند پروتکل اواس‌پی‌اف، آی-اس-آی-اس از الگوریتم دیکسترا برای محاسبه بهترین مسیر در شبکه استفاده می‌کند. بسته‌ها سپس بر اساس بهترین مسیر محاسبه شده به سمت مقصد هدایت می‌شوند.

## تاریخچه
پروتکل IS-IS توسط Digital Equipment شرکت ( تجهیزات دیجیتال ) به عنوان بخشی از فاز پنجم DECnet توسعه یافت. این پروتکل در سال ۱۹۹۲ توسط سازمان بین‌المللی استاندارد ISO به عنوان ISO ۱۰۵۸۹ برای ارتباط تجهیزات شبکه‌ای، که اصطلاحاً سیستم‌های واسط ( متضاد سیستم‌های پایانی و میزبان ) شناخته می‌شوند استاندارد شد. هدف IS-IS ممکن ساختن مسیریابی داده‌ها با استفاده از پشته پروتکل OSI ی که توسط ISO توسعه داده شده‌است و CLNS نامیده می‌شود بوده‌است.
IS-IS تقریباً زمانی توسعه یافت که در همان زمان نیروی کار مهندسی اینترنت یا به اختصار IETF مشغول توسعه یک پروتکل مشابه به نام OSPF بود. IS-IS سپس به نحوی بسط داده شد تا بتواند از مسیریابی داده‌های پروتکل اینترنت IP که یک پروتکل لایه شبکه اینترنت جهانی بود پشتیبانی کند. نسخه بسط داده شده پروتکل مسیر یابی IS-IS بعدها به عنوان IS-IS یکپارچه یا شناخته شد.(RFC ۱۱۹۵)

## مقایسه با OSPF
هر دوی IS-IS و OSPF پروتکل‌های وضعیت پیوند می‌باشند و هر دو از یک الگوریتم دیکسترای مشابه برای محاسبه بهترین مسیر در شبکه استفاده می‌کنند. در نتیجه آن‌ها از نظر مفهوم یکسان هستند. هر دوی آن‌ها از VLSM یا پوشش زیر شبکه با طول متغیر پشتیبانی می‌کنند. می‌توانند از ارسال گروهی بسته‌های سلام به منظور شناسایی روترهای همسایه استفاده کنند و می‌توانند از تعیین هویت برای به روز رسانی جداول مسیر یابی خود پشتیبانی کنند.
در حالی که OSPF به صورت پیشفرض برای مسیریابی IP ساخته شده‌است و خودش یک پروتکل لایه ۳ به شمار می‌رود که بر روی IP اجرا می‌شود، IS-IS یک پروتکل لایه شبکه‌است ( در همان لایه‌ای است که CLNS قرار دارد ). استفاده گسترده از IP در سراسر جهان ممکن است به محبوبیت OSPF کمک کرده باشد. IS-IS از IP برای حمل کردن پیغام‌های اطلاعات مسیربابی استفاده نمی‌کند. IS-IS برخلاف OSPF که برای مسیربابی با آدرس IP نسخه ۴ ایجاد شده‌است، به نوع آدرس مسیر برای مسیربابی وابسته نیست و این به IS-IS این اجازه را می‌دهد که که به راحتی بتواند از IP نسخه ۶ پشتیبانی کند. پروتکل OSPF به منظور پشتیبانی از IPv۶ به صورت OSPFv۳ بازنویسی شد. ( همانطور که در RFC ۲۷۴۰ مسخص شده‌است )
روترهای IS-IS یک شناخت مکانی و توپولوژیکی از شبکه را ارائه می‌دهند. این نقشه زیرشبکه‌ای که هر روتر IS-IS می‌تواند به آن دسترسی داشته باشد، کم هزینه‌ترین ( کوتاه‌ترین و سریعترین) مسیری که ترافیک شبکه به آن سمت هدایت می‌شوند را نشان می‌دهد.
IS-IS در روش نشان دادن مفهوم منطقه‌هایی که تعریف و مسیر یابی می‌شوند، با OSPF متفاوت است. روترهای IS-IS به سه حالت سطح ۱:(منطقه داخلی)، سطح۲:(بین منطقه‌ای) و سطح1و2:(هر دو) تعیین شده‌اند. روترهای سطح۲ روترهای بین منطقه‌ای هستند که می‌توانند فقط برای ایجاد ارتباط با روترهای سطح ۲ دیگر استفاده شوند. اطلاعات مسیریابی بین روترهای سطح ۱ و روترهای دیگر سطح ۱ مبادله می‌شوند و روترهای سطح ۲ فقط با روترهای سطح۲ دیگر مبادله اطلاعات انجام می‌دهند. اما روترهای سطح1و2 می‌توانند با دو سطح ۱ و ۲ مبادله اطلاعات انجام دهند و به منظور اتصال روترهای بین منطقه‌ای با روترهای داخل منطقه‌ای استفاده می‌شوند. در OSPF مناطق بر روی واسط شبکه‌ای که روی روتر منظقه‌ای مرزی ( ABR) قرار دارد و این روتر در آن واحد در دو یا تعداد بیشتری منظقه واقع است مشخص می‌شود که باعث ایجاد مرز بین مناطقی می‌شود در ABR واقع هستند، در صورتی که در IS-IS مرزها بین روترها وجود دارند که با سطح۲ و سطح۱ تعیین شده‌اند نه بین واسط‌های روترها. نتیجه این است که یک روتر IS-IS قسمتی از یک منطقه واحد است . همچنین IS-IS نیازی به منظقه ۰ ندارد تا به عنوان ستون فقرات شبکه باشد و همه ترافیک بین منظقه‌ای از آن عبور کند. دید منطقی این است که OSPF یک شبکه تار عنکبوتی یا ستاره‌ای ایجاد می‌کند که همه مناطق به آن صورت مستقیماً به منطقه۰ متصل می‌شوند ( منطقه۰ همانند یک هاب یا سوئیچ عمل می‌کند) در حالی که IS-IS در تضاد باOSPF یک توپولوژی منطقی از ستون فقرات روترهای سطح۲ با شاخه‌هایی از روترهای سطح ۱و۲ و ۱ ایجاد می‌کند که یک منطقه مشخص را به وجود می‌آورند.
IS-IS همچنین در روش سرازیر کردن اطلاعات توپولوژی و اطلاعات تغییر توپولوژی با OSPF متفاوت است. اگرچه مفاهیم اساسی آن‌ها مشابهت دارند.
OSPF دارای امکانات و گزینه‌های بیشتر و وسیع تری است . با این حال IS-IS یک پروتکل ساکت تر و کم ترافیک تر است و می‌تواند در پشتیبانی از شبکه‌های بزرگ استفاده شود. با داشتن منابع یکسان، IS-IS می‌تواند از روترهای بیشتری در یک منطقه نسبت به OSPF پشتیبانی کند. این برتری به IS-IS کمک کرده‌است که خود را به عنوان یک پروتکل در مقیاس سرویس دهندگان معرفی کند و شناخته شود.
پیاده سازی TCP/IP که به عنوان IS-IS یکپارچه یا دوگانه IS-IS شناخته می‌شود در RFC۱۱۹۵ توضیح داده شده‌است.